# Siddapur
Siddapur é uma panchayat (vila) no distrito de Uttara Kannada, no estado indiano de Karnataka.

## Geografia
Siddapur está localizada a 14° 12′ N, 74° 31′ L. Tem uma altitude média de 914 metros (2998 pés).

## Demografia
Segundo o censo de 2001, Siddapur tinha uma população de 14 049 habitantes. Os indivíduos do sexo masculino constituem 51% da população e os do sexo feminino 49%. Siddapur tem uma taxa de literacia de 77%, superior à média nacional de 59,5%: a literacia no sexo masculino é de 82% e no sexo feminino é de 72%. Em Siddapur, 11% da população está abaixo dos 6 anos de idade.